# Candelaria, Ocotepec
Candelaria är en ort i Mexiko.   Den ligger i kommunen Ocotepec och delstaten Chiapas, i den sydöstra delen av landet, 700 km öster om huvudstaden Mexico City. Candelaria ligger 1 507 meter över havet och antalet invånare är 102.
Terrängen runt Candelaria är kuperad åt nordost, men åt sydväst är den bergig. Runt Candelaria är det ganska glesbefolkat, med 47 invånare per kvadratkilometer. Närmaste större samhälle är Ocotepec, 1,8 km öster om Candelaria. I omgivningarna runt Candelaria växer i huvudsak städsegrön lövskog.